# CA Bastia
Der Cercle Athlétique Bastiais oder kurz CA Bastia war ein französischer Fußballverein aus der korsischen Stadt Bastia. Nach Abstieg aus der 3. französischen Fußballliga fusionierte der Verein im Juli 2017 mit dem Borgo FC zum FC Bastia-Borgo.

## Geschichte
Gegründet wurde der CA Bastia 1920. In der Zeit vor Einführung des Professionalismus in Frankreich (1932) spielte er auf Korsika eine gute Rolle. Ende der 1980er Jahre fusionierte der Verein mit den Klubs Gallia Lucciana und AS Toga Cardo. Dieser unter der Bezeichnung CA Bastiais Gallia Lucciana firmierende Zusammenschluss wurde 2003 aufgelöst und der CAB spielte wieder unter seinem alten Namen.
Die Vereinsfarben waren Schwarz und Weiß. Die Fußballer trugen ihre Heimspiele im Stade Erbajolo aus, das über ein Kunstrasenspielfeld verfügt und eine Kapazität von 2.000 Zuschauern aufweist; in der Saison 2013/14 zogen sie allerdings in das große städtische Stade Armand Cesari um. Vereinspräsident ist Antoine Emmanuelli; die Ligamannschaft wird von Christian Bracconi trainiert. (Stand: August 2015)

## Ligazugehörigkeit und Erfolge
Professionellen Status erreichte der Verein 2013 mit seinem erstmaligen Aufstieg in die Ligue 2, in der er sich allerdings nur eine Saison hielt.
In den 1920er und 1930er Jahren wurde er fünf Mal Meister der korsischen Division d’Honneur, nämlich 1923 bis 1926 in Serie und erneut 1933. Weitere Meisterschaften in dieser allerdings längst nur noch viert- beziehungsweise fünftklassigen regionalen Ehrendivision gewann der CAB erst vier Jahrzehnte später (1972, 1975, 1977) sowie 1988 und 2001.
Danach trat er im landesweiten Championnat de France Amateur, der fünften beziehungsweise – ab 2006 – vierten Ligenstufe, an. Im Jahr 2012 qualifizierte er sich zum ersten Mal in seiner Vereinsgeschichte sportlich für die semiprofessionelle dritthöchste Spielklasse und trug damit zu dem „fußballerischen korsischen Frühling“ bei, der sich im Erstliga-Klassenerhalt des AC Ajaccio und den Aufstiegen des Lokalrivalen SC Bastia in die höchste sowie des GFCO Ajaccio in die zweite Liga manifestierte.
Im traditionsreichen Pokalwettbewerb um die Coupe de France hat es der CA Bastia 2012/13 zum ersten Mal seit seiner Gründung bis in die landesweite Hauptrunde gebracht – und darin den Nachbarn und Erstdivisionär SC Bastia aus dem Rennen geworfen. Im anschließenden Sechzehntelfinale unterlag er dann allerdings Stade Brest.
Nach dem Zweiten Weltkrieg erreichte der Club mehrere Erfolge im korsischen Amateur-Fußballpokal (Coupe de Corse) (1952, 1973, 1976, 1990, 1999, 2003, 2008 und zuletzt 2009).

## Bekannte Spieler und Trainer
- Antoine Franceschetti
- Lilian Nalis, 2012 Leiter der Nachwuchsschule von CAB[5]
- Tony Vairelles